# 茲沃列齊
49°0′37″N 23°5′26″E / 49.01028°N 23.09056°E
茲沃列齊（烏克蘭語：Зворець），是烏克蘭西部的村莊，隸屬利維夫州的桑比爾區。該村始建於1560年，面積0.7平方公里，海拔高度721米，2001年人口226，人口密度每平方公里332.86人。